# Мелперон
Мелперон (англ. Melperone, лат. Melperonum) — синтетичний антипсихотичний препарат, що є похідним бутирофенону, для перорального та внутрішньом'язового застосування. Мелперон застосовується в клінічній практиці з 60-х років ХХ століття

## Фармакологічні властивості
Мелперон — синтетичний антипсихотичний препарат, що є похідним бутирофенону, для перорального та парентерального застосування. Механізм дії препарату полягає у блокуванні дофамінових рецепторів, переважно D2-типу, хоча ступінь зв'язування мелперону з дофаміновими рецепторами приблизно в 200 разів нижча, ніж подібного за структурою галоперидолу. Також мелперон бокує серотонінові рецептори. Застосування препарату призводить до вираженої афективної релаксації, що призводить до зменшення симптомів психічних захворювань, одночасно не спричинюючи сонливості. Проте зниження симптомів психічних захворювань, таких як галюцинації та марення, а також зменшення симптомів аутизму спостерігається лише при застосуванні високих доз препарату. Препарат спричиняє також міорелаксацію, має антиаритмічну дію, не впливає на судомний поріг головного мозку, а також мало впливає на екстрапірамідну систему. Мелперон застосовується при порушеннях сну, сплутаності свідомості, психомоторному збудженні, які є симптомами різних психічних захворювань, а також при порушеннях психіки в осіб старшого віку та у хворих алкоголізмом. За механізмом дії мелперон часто відносять до атипових антипсихотичних препаратів, хоча він є структурним аналогом іншого типового антипсихотичного препарату галоперидолу.

### Фармакокінетика
Мелперон швидко й добре всмоктується як після внутрішньом'язового введення, так і після перорального застосування, біодоступність препарату становить у середньому 60 % при пероральному застосуванні та 87 % при внутрішньом'язовому введенні. Максимальна концентрація мелперону досягається протягом 1—1,5 годин після прийому препарату. Препарат у помірній кількості (на 50 %) зв'язується з білками плазми крові. Мелперон проходить через гематоенцефалічний бар'єр, через плацентарний бар'єр, даних за виділення в грудне молоко людини немає. Препарат метаболізується в печінц. Виводиться мелперон з організму із сечею, переважно у вигляді метаболітів. Період напіввиведення препарату становить 4–6 годин, при повторному застосуванні він збільшується до 6—8 годин.

## Покази до застосування
Мелперон застосовують при порушеннях сну, сплутаності свідомості, психомоторному збудженні, які є симптомами різних психічних захворювань, при порушеннях психіки в осіб старшого віку та у хворих алкоголізмом.

## Побічна дія
При застосуванні мелперону можуть спостерігатися наступні побічні ефекти:
- Алергічні реакції — шкірні алергічні реакції, еритема шкіри, гарячка.
- З боку травної системи — нудота, блювання, жовтяниця, холестатичний синдром, сухість у роті, порушення функції печінки, діарея або запор, погіршення апетиту.
- З боку нервової системи — підвищена втомлюваність, головний біль, запаморочення, дистонія, дискінезія, екстрапірамідні розлади, паркінсонізм, тремор, вкрай рідко злоякісний нейролептичний синдром.
- З боку серцево-судинної системи — аритмії, подовження інтервалу QT, тахікардія, артеріальна гіпотензія.
- З боку ендокринної системи та обміну речовин — гінекомастія, галакторея, порушення менструального циклу.
- З боку сечостатевої системи — порушення статевої функції.
- Зміни в лабораторних аналізах — лейкопенія, тромбоцитопенія, панцитопенія, агранулоцитоз.

## Протипокази
Мелперон протипоказаний при підвищеній чутливості до препарату, гострій інтоксикації та комі, спричиненій алкоголем або психотропними препаратами, важкій печінковій недостатності, злоякісному нейролептичному синдромі в анамнезі.

## Форми випуску
В Україні меплерон доступний у формі таблеток по 0,01 г; та розчину для перорального застосування із вмістом діючої речовини 5 мг/мл у флаконах по 200 і 300 мл.